# Killing Floor 3
Killing Floor 3 es un videojuego de survival horror desarrollado y publicado por Tripwire Interactive. Sucesor de Killing Floor 2 (2016), que se estrenó el 24 de julio de 2025 para PlayStation 5, Windows y Xbox Series X/S. 

## Modos de juego
Killing Floor 3 es videojuego de survival horror en primera persona. En el juego, que admite tanto modo individual como modo multijugador cooperativo para cuatro jugadores, los jugadores deben derrotar oleadas de criaturas de bioingeniería similares a zombis, conocidas como «Zeds». La cantidad de enemigos que aparecen en cada partida se ajusta al tamaño del equipo del jugador. El juego cuenta con un espacio central conocido como Stronghold donde los jugadores pueden elegir su personaje y la ubicación de la misión antes de que comience una partida. El juego cuenta con seis especialidades diferentes, cada una con sus propias armas y ataques especiales. Por ejemplo, la especialidad ninja consiste en empuñar un par de espadas y usa un gancho que puede usarlo contra el enemigo. A medida que los jugadores acumulan bajas de Zed, también pueden activar el «tiempo Zed», que ralentiza brevemente el tiempo y resalta a todos los enemigos cercanos. Entre rondas, pueden abastecerse de munición y otros recursos, además de usar la multiherramienta para activar dispositivos como armas centinela o tirolesas. Al completar partidas, podrán personalizar sus armas con nuevas modificaciones y desbloquear nuevas habilidades para sus especialidades. Durante cada partida, los jugadores también pueden completar tareas narrativas opcionales que amplían la historia y el mundo de Killing Floor.

## Desarrollo
Tripwire Interactive fue la empresa encargada de desarrollar el juego. El director creativo Bryan Wynia describió Killing Floor 3 como la «secuela directa» del primer juego, y el equipo buscaba recuperar su tono más oscuro y crudo. A pesar de su ambientación de ciencia ficción, el juego fue diseñado para ser realista y no contará con armas ni dispositivos extravagantes. Se renovó el movimiento de los jugadores, y ahora pueden realizar hazañas como trepar cornisas, esquivar y deslizarse. Wynia añadió que el equipo redujo el número de Zeds en cada partida y ralentizó el ritmo del combate en comparación con juegos anteriores. Todos los enemigos, incluidos los básicos, son más peligrosos al estar equipados con nuevas habilidades y opciones de movimiento. Debido a la mayor movilidad tanto del personaje del jugador como de los Zeds, los mapas se diseñaron para ser más verticales. El sistema M.E.A.T. (evisceración masiva y trauma), introducido en el juego anterior, regresó en Killing Floor 3 para representar sangre dinámica y violencia gráfica detallada. Según Wynia, el género de horror corporal, como en The Thing, inspiró el diseño de los enemigos del juego, mientras que Alien vs. Predator influyó en su apariencia general.

## Lanzamiento
Tripwire Interactive anunció Killing Floor 3 en el evento de Gamescom en agosto de 2023. Se lanzó una beta cooperativa cerrada en enero de 2025. El juego originalmente estaba programado para lanzarse el 25 de marzo para PlayStation 5, Windows y Xbox Series X/S, pero se retrasó debido a que el estudio recibió comentarios negativos de los jugadores después del período la beta cerrada. En el lanzamiento, el juego tendrá siete mapas, tres modos de dificultad y tres encuentros con jefes, así como 30 niveles actualizables para cada especialidad. El lanzamiento del juego está previsto para el 24 de julio de 2025.